# Аккозская волость
Акмозская во́лость — административно-территориальная единица в составе Феодосийского уезда Таврической губернии. Образована 8 (20) октября 1802 года как часть Таврической губернии, при реоганизации административного деления уездов, сохранявшегося со времён Крымского ханства, в основном, из территорий бывших Дип-Керченского и части Орта-Керченского каймаканств Кефинского кадылыка. Располагалась в восточной части уезда, занимая восточную часть Керченского полуострова (примерно от линии Узунларское озеро — Казантипский залив). На 1805 год население составило 4470 человек, проживавших в 43 деревнях, национальный состав в доступных источниках не отражён.

## Волость после 1829 года
Волость просуществовала до 1829 года, когда, в результате реорганизации административно-территориального деления, была переименована, практически без изменений, в Чурубашскую волость. Состав волости:

| - Аккоз - Башаул - Бешевли-Каралар - Биели - Большой Бабчик - Бураш - Дайре Салын - Джайлав - Джангара - Канрама - Каш Кую - Кельяк - Китай - Кият Сарай Мин | - Коп Кочеген - Коп Такин - Копчек - Кояш - Куль Тобе - Малый Бабчик - Мама - Маяк Салын - Мисар - Опук - Ортель - Паша Салын - Сарай Мин - Суин Эли | - Тараян - Темеш - Тобичек - Узунлар - Чигин - Ченгулек - Черелек - Чобан - Чокур Сеит Эли - Чомаш Такил - Чурубаш татарский - Шеих Асан - Экитав Кочеген - Эль Кедже Эли - Ямиш Такин |

Деревня Бамтярин помечена, как разорённая